# Алла Ракха Рахман
Алла Ракха Рахман (англ. Allah Rakha Rahman, там. ஏ.ஆர்.ரகுமான்; справжнє ім'я — А. С. Діліп Кумар; рід. 6 січня 1966 Мадрас) — індійський кінокомпозитор, співак і музичний продюсер. Здебільшого пише музику для трьох найбільших кіноіндустрій Індії: Коллівуда (фільми тамільською мовою), Толлівуда (фільми на мові телугу) і Боллівуду (фільми на мові хінді). За межами Індії найбільш відомий своєю музикою до кінофільму «Мільйонер із нетрів».

## Біографія

### Ранні роки
Алла Ракха Рахман народився в Мадрасі в 1966 році. При народженні був названий А. С. Діліп Кумар, проте коли йому було 22 роки, вся його родина прийняла іслам і він взяв нове ім'я. Його батько був композитором і диригентом, писав музику для кіно. Хлопчик з чотирьох років займався музикою, а в 11 став грати на клавішних в оркестрі заслуженого композитора Ілаяараджі. В юності Рахман також брав участь в самодіяльних групах, створених ним спільно з друзями — грав на фортепіано, синтезаторі, фісгармонії та гітарі. Найбільше пристрасть він все ж відчував до синтезатору, тому що, за його словами, «це ідеальне поєднання музики і технології». Він також грав в оркестрах М. С. Вісванатана і Рамеша Наїду, акомпанував таким музикантам, як Закир Хуссаін, Куннакуді Вайдьянатан і Шанкар в їх світових турне. Приблизно в ті ж роки А. Р. Рахман вступив до Лондонського Музичний Коледж Трініті, закінчив в ньому відділення західної класичної музики.

### Становлення
У 1992 році він обґрунтував у власному будинку студію звукозапису, з часом стала однією з найбільш високо оснащених студій Індії. Спочатку він писав мелодії для рекламних роликів, телевізійних передач, документальних і короткометражних фільмів. На його рахунку джингли до більш ніж трьом сотням рекламних роликів.
Першим фільмом, музику до якого написав Рахман, стала тамільська картина 1992 року під назвою «Roja» («Роза»). Ця дебютна роботу принесла йому Національну Кінопремію за найкраще музичне рішення. Згодом він ставав лауреатом цієї найбільш значущою в Індії кінопремії ще тричі. Саундтрек до фільму «Роза» був занесений в сотню найкращих саундтреків всіх часів за версією журналу «TIME» в 2005 році.

### Визнання
Після такого вдалого дебюту Рахман продовжує писати музику для індійського кіно — успішно і плідно (серед його композиторських робіт — більше сотні фільмів). Його студія зростає, і Рахман запускає власний лейбл — KM Music.
У 1997 році, до 50-ї річниці незалежності Індії, він записує альбом «Vande Mataram». За цим послідувало участь в проекті записи в традиційній манері провідними індійськими музикантами і виконавцями Національного Гімну Індії — «Jana Gana Mana». В рамках проекту були зняті два відео: інструментальна версія гімну та вокальна.
У 2002 під продюсерським початком Ендрю Ллойда Уеббера А. Р. Рахман разом з поетом Доном Блеком створюють мюзикл «бомбейська мрії», який мав великий успіх у Лондоні. Спільно з фінської фолк-групою Värttinä і композитором Крістофером Найтінгейл у 2004 році Рахман працює над музикою до театральній постановці «Володаря перснів».
Також авторству Рахмана належить композиція «Raga's Dance» з альбому Ванесси Мей «Choreography».
У 2008 році Рахман разом з перкусіоністом Сівамані записує пісню «Jiya Se Jiya», натхненну всесвітнім рухом «Вільні обійми» (Free Hugs). У кліпі на цю пісню на прикладі різних міст Індії можна поспостерігати, в чому полягала ця акція.
За останні шість років Рахман провів три успішних світових турне, перевидав свої найкращі роботи, написані для індійського кіно, а в грудні 2008 вийшов його новий альбом — «Connections». У тому ж 2008 році А. Р. Рахман відкрив власну консерваторію (KM Music Conservatory), щоб дати талановитим, музично обдарованим людям можливість отримати відповідну освіту — не тільки безпосередньо музичне, але і в області аранжування і технологій звукозапису.

### Особисте життя
А. Р. Рахман одружений, батько трьох дітей.

## Досягнення
Творчість А. Р. Рахмана принесло йому численні премії на батьківщині, найбільш значною з яких залишається орден за заслуги перед батьківщиною «Падма Шрі», яким його 2000 року нагородив уряд Індії. Що до світової громадськості, то за свою першу постановку в Вест-Енді він був номінований на нагороду імені Лоуренса Олів'є. У 2006 році отримав почесну нагороду від Стенфордського університету за світові досягнення в галузі музики. У 2008 на А. Р. Рахмана посипалися номінації за музику до фільму «Мільйонер із нетрів». Самими значущими досягненнями цього саундтрека є премії «Золотий Глобус» і «Оскар» за найкращу оригінальну музику, другу премію «Оскар» композитор отримав за найкращу оригінальну музику до фільму «127 годин». У 2009 р університет Мидлсекс присудив А. Р. Рахману почесний ступінь доктора наук.